# Paul Butler (calciatore 1972)
Paul John Butler (Manchester, 2 novembre 1972) è un allenatore di calcio ed ex calciatore irlandese, di ruolo difensore.

## Palmarès

### Giocatore

#### Competizioni nazionali
- Campionato inglese di seconda divisione: 1

Sunderland: 1998-1999
- Football League One: 1

Bury: 1996-1997